# 黃鈴馨
 黃鈴馨，筆名九子，中華民國藝術家、繪本作家、插畫家，著有《亞斯的國王新衣》、《搭起帳篷說故事》和《咕嘰咕嘰大鯨魚》等作品。義大利波隆那童書展入圍。

## 作品
- 《搭起帳篷說故事》[5]，文：許麗萍、梁書瑋、陳佳秀、黃慧敏、黃蕙君、張筠婷，圖：彭大爺、劉麗月、黃鈴馨、林傳宗、余麗婷、蔡兆倫
- 《咕嘰咕嘰大鯨魚》
- 《亞斯的國王新衣》

## 得獎
- 義大利波隆那童書展入圍[6][7]